# Grupa Wrocławska
Grupa Wrocławska – polska grupa artystyczna założona w 1961 we Wrocławiu, początkowo (do 1967) funkcjonująca pod nazwą Szkoła Wrocławska. Formalnie powstała w styczniu 1962 roku i działała przez 14 lat z inicjatywy Eugeniusza Gepperta i Hanny Krzetuskiej. Szkoła Wrocławska (potem znana pod nazwą Grupa Wrocławska) nie opracowała oficjalnego manifestu artystycznego. Szkoła Wrocławska była interdyscyplinarna i międzypokoleniowa, a jej celem była promocja różnorodności wrocławskiego środowiska artystycznego w myśl Kantorowskiego hasła o konieczności trzymania się razem – pomóc lokalnemu środowisku w organizowaniu wystaw także poza Wrocławiem.
Grupa reprezentowała zróżnicowanych miejscowych artystów plastyków z kilku nieformalnych grup i do 1978 organizowała coroczne wspólne wystawy. W obręb grupy weszli przede wszystkim artyści i artystki z pokolenia urodzonego w latach 20. i 30., którzy edukację odbyli lub zakończyli już po 1945 roku. Były to głównie osoby z pierwszych roczników absolwenckich Państwowej Akademii Sztuki i Rzemiosła Artystycznego (dziś jest to: Akademia Sztuk Pięknych im. Eugeniusza Gepperta): Jerzy Boroń, Jerzy Cieślikowski, Jan Chwałczyk, Kazimierz Głaz, Wanda Gołkawska, Małgorzata Grabowska, Józef Hałas, Bogdan Hofman, Konrad Jarodzki, Zdzisław Jurkiewicz, Feliks Kociankowski, Jan Kondratowicz, Regina Konieczna, Krzesława Maliszewska, Alfons Mazurkiewicz, Maria Michałowska, Kazimierz Nowacki, Marian Nowak, Zbigniew Paluszak, Roman Pawelski, Feliks Podsiadły, Leon Podsiadły, Marian Poźniak, Jerzy Rosołowicz, Anna Szpakowska-Kujawska, Janina Szczypczyńska, Władysław Tumkiewicz, Andrzej Will, Zygmunt Woźnowski, Kazimierz Wodawski, Stanisław Zima i Janina Żemojtel.

## Pamięć o Grupie Wrocławskiej
Spotkania Grupy Wrocławskiej odbywały się w mieszkaniu Eugeniusza Gepperta i Hanny Krzetuskiej-Geppert, które mieści się we Wrocławiu przy ul. Ofiar Oświęcimskich 1/2. Od 2007 roku w mieszkaniu tym znajduje się galeria Mieszkanie Geppertów, której operatorką jest fundacja Art Transparent. Galeria powstała częściowo dzięki inicjatywie Hanny Krzetuskiej Geppert, by w apartamencie, który zamieszkiwała z Eugeniuszem Geppertem powstało miejsce pamięci o artyście.

### Cykl 15% abstrakcji
W galerii Mieszkanie Geppertów od 2018 roku prowadzony jest cykl wydarzeń pod nazwą 15% abstrakcji, który początkowo miał przypominać twórczość wrocławskiej malarki i nestorki lokalnego powojennego środowiska plastycznego – Hanny Krzetuskiej-Geppert. Tytuł zaczerpnięto z tytułu książki autorstwa Krzetuskiej (Ossolineum, 1966) – swoistej autobiografii i omówienia postawy twórczej artystki. Postawy własnej i osobnej, która wygenerowała oryginalny język artystyczny. W ramach cyklu fundacja Art Transparent zaprasza młode wrocławskie osoby artystyczne do zapoznania się z twórczością nestorek i nestorów lokalnej sceny artystycznej i wejścia z nią w dialog.
Od roku 2018 zorganizowano następujące wystawy w galerii Mieszkanie Geppertów w ramach cyklu 15% abstrakcji:
- 17.11.2018–28.02.2019 – Hanna Krzetuska, Karolina Szymanowska. 15% Abstrakcji, kurator: Michał Bieniek[7]
- 15.11.2019–28.02.2020 – Alfons Mazurkiewicz, Anna Raczyńska. 15% Abstrakcji, kurator: Michał Bieniek[8]
- 14.10.2022–30.11.2022 – „To maluję ja!”, artystki: Hanna Krzetuska, Wanda Gołkowska, Krzesława Maliszewska, Justyna Baśnik, Anna Kołodziejczyk, Karina Marusińska, Agnieszka Sejud, Karolina Szymanowska, kurator: Michał Bieniek[9]
- 10.11–08.12.2023 – Twoje spojrzenie uderza w bok mojej twarzy, artystki: Krzesława Maliszewska i Alex Urban, zespół kuratorski: Małgorzata Miśniakiewicz, Michał Bieniek[10]
- 15.11–13.12.2024 – „It warms without burning”, artystki: Janina Żemojtel, Karolina Freino, zespół kuratorski: Michał Bieniek, Małgorzata Miśniakiewicz[11]

W ramach cyklu 15% abstrakcji wydano także następujące publikacje na temat artystek i artystów Grupy Wrocławskiej:
- KATALOG: Leon Podsiadły – Bel Air (Art Transparent, Wrocław, 2020) – książka oraz e-publikacja[12]
- Hanna Krzetuska. To maluję ja! (Art Transparent, Wrocław, 2022) – książka[13]
- To maluję ja! (Art Transparent, Wrocław, 2022) – podcast[14]
- Barbara Banaś, Przypominanie zapomnianych. O poszukiwaniach archiwalnych i ulotnej pamięci (Art Transparent, Wrocław, 2024) – artykuł[15]
- Alicja Klimczak-Dobrzaniecka, Mistrzynie, co możemy dla was zrobić? Na tropie artystek z Grupy Wrocławskiej (Art Transparent, Wrocław, 2024) – artykuł[16]
- Jolanta Studzińska, Postawy artystów awangardy wobec socrealizmu. Polska sztuka lat 50. na przykładzie twórczości Wandy Gołkowskiej (Art Transparent, Wrocław, 2024) – artykuł[17]
- Ewa Pluta, O Grupie Wrocławskiej (Art Transparent, Wrocław, 2024) – artykuł [18]